# Портрет Михаила Николаевича Мацнева
«Портрет Михаила Николаевича Мацнева» — картина Джорджа Доу и его мастерской, из Военной галереи Зимнего дворца.
Картина представляет собой погрудный портрет генерал-майора Михаила Николаевича Мацнева из состава Военной галереи Зимнего дворца.
К началу Отечественной войны 1812 года полковник Мацнев служил в лейб-гвардии Егерском полку и был тяжело ранен в Бородинском сражении, вследствие чего был вынужден оставить армию. Вернулся в строй летом 1813 года и был назначен шефом 11-го егерского полка, во главе которого с отличием участвовал в кампании 1813 года в Пруссии и Саксонии. В следующем году он сражался во Франции, отличился в сражениях при Суассоне, Лаоне и Краоне, за что был произведён в генерал-майоры.
Изображён в генеральском мундире, введённом для пехотных генералов 7 мая 1817 года. На шее кресты орденов Св. Владимира 3-й степени, Св. Анны 2-й степени с алмазами и прусского Пур ле мерит; справа на груди серебряная медаль «В память Отечественной войны 1812 года» на Андреевской ленте, золотая ополченческая медаль 1807 года на Георгиевской ленте и крест шведского Военного ордена Меча 4-й степени. С тыльной стороны картины надпись: Matzneff. Подпись на раме: М. Н. Мацневъ, Генералъ Маiоръ.
7 августа 1820 года Комитетом Главного штаба по аттестации Мацнев был включён в список «генералов, заслуживающих быть написанными в галерею» и 22 июля 1822 года император Александр I приказал написать его портрет. В это время Мацнев состоял командиром 1-й бригады 9-й пехотной дивизии, квартировавшей в Царстве Польском. В связи с предполагавшейся поездкой Доу в Варшаву из Инспекторского департамента Военного министерства 31 июля 1822 года Мацневу было направлено письмо: «не угодно ли Вашему Превосходительству по случаю проезда сего художника в Варшаву иметь с ним свидание». Гонорар Доу был выплачен 25 апреля 1823 года и 15 января 1828 года. Готовый портрет поступил в Эрмитаж 21 января 1828 года. Предыдущая сдача готовых портретов была 8 июля 1827 года, соответственно картина датируется между этими числами.
В 1840-е годы в мастерской К. Края по рисунку И. А. Клюквина с портрета была сделана литография, опубликованная в книге «Император Александр I и его сподвижники» и впоследствии неоднократно репродуцированная. В части тиража напечатана другая, неподписанная литография с этого портрета, отличающаяся мелкими деталями.